# Dangerous Disguise
A Dangerous Disguise Carl Barks író és rajzoló 1951-ben megjelent képregénye Donald kacsa főszereplésével. A történet a Dell Comics Four Color című sorozatának 308. számában jelent meg először, melyben Donald és három unokaöccse európai vakációjuk közben egy kém-kalandba keveredik. Barks a Dangerous Disguise megalkotása során kiadója több tilalmát és megszegte, így például utalásokat tett egyes szereplők halálára. Míg a Disney-képregényekben általában kutyaszerű figurák helyettesítik az embereket, Barks ennek a történetének szinte minden szereplőjét embernek rajzolt meg. Ez ugyan nem volt egyedi eset az alkotó képregényeiben, de a kiadó nemtetszése miatt a Dangerous Disguise gyakorlatilag Barks utolsó olyan jelentős Donald kacsa-története lett, amiben emberek láthatóak.

## A történet megszületése és megjelenése
Carl Barks 1950-ben írta és rajzolta meg a huszonnyolc oldalas Dangerous Disguise-t, melynek alapja egy régi, el nem készített Disney-rövidfilm, a Madame XX volt. Az animációs film cselekményében Donald kacsát egy vonzó kacsa-kémhölgy, a címszereplő Madame XX környékezte volna meg. Barks képregényét a Western Publishing, a Dell Publishing partnercége június 29-én vette át. A történet első alkalommal a Four Color című sorozat 308. számában, 1951 januárjában jelent meg.
A hagyományos Disney-figurák képregényeiben általában kutyák helyettesítik az embereket. A Dangerous Disguise egyike azon történeteknek, melyben ezeket a szereplőket emberek váltják fel. Barks Donald kacsa-képregényeiben ez azonban nem számított ritka esetnek. Az alkotó korábbi műveiben, mint például az In Ancient Persia, a The Magic Hourglass vagy a  Big-Top Bedlam szintén több emberi szereplő is feltűnt. A Dangerous Disguise esetében azonban Donaldon, Tikin, Nikin és Vikin, valamint Donald kém-hasonmásán, Donaldo el Quackón kívül minden szereplő ember.
Barks a kutyák helyett azért rajzolt emberi szereplőket a Dangerous Disguise-ban, mert egyszerűen nem tudta elképzelni a cselekmény során egymás után feltűnő, különböző nemzetek kémjeit kutyaként, vagy más állatok formájában. Úgy szerette volna megrajzolni őket, ahogyan azokat a filmvásznon is ábrázolják: nyájas küllemű férfiaknak és gyönyörű nőknek. Barks saját bevallása szerint mindig szeretett volna több emberi szereplőt rajzolni, kiadójának megítélése szerint azonban ezek egyáltalán nem illettek volna bele a Disney-képregények környezetébe, és csak megzavarták volna az olvasókat. Erre az álláspontjukra a Dangerous Disguise átvételekor Barksnak is felhívták a figyelmét. A történet valójában csak azért jelenhetett meg, mivel már nem volt idő másikkal helyettesíteni. A Dell Publishing emellett képregényeiben nem tűrte a szexualitást, Barks pedig ebben a történetében igen vonzóan, fürdőruhában, domborodó keblekkel ábrázolt több nőt is. Barks a történet rajzolása közben úgy gondolta, hogy ez nem fog problémát jelenteni a Dell számára, mivel a Disney 1944-es The Three Caballeros című animációs filmjében is fürdőruhás nők voltak láthatóak. Az egyes szereplők halálára való utalások szintén sértették a kiadó erre vonatkozó tilalmát. A Dangerous Disguise-t követően Barks Donald kacsa-képregényeiben nem szerepeltek többet ilyen feltűnő módon emberi szereplők.

## A cselekmény
|  | Alább a cselekmény részletei következnek! |

Donald és három unokaöccse, Tiki, Niki és Viki annyira felbosszantották multimilliárdos bácsikájukat, Dagobertet, hogy az zsugorisága ellenére inkább befizetett egy európai utat a számukra, csak hogy eltávolítsa őket a városból. A kacsák így a mediterrán riviérán töltik vakációjukat. A tengerparton sétálgatva arról beszélgetnek, hogy az előkelő üdülőhelyen milyen sokféle ember megfordul: nem csak a tehetősek, de vannak köztük szerencsevadászok, zsarolók és még kémek is. Ez utóbbi azonnal megragadja Tiki, Niki és Viki fantáziáját, és rögtön minden szembejövőről azt kezdik feltételezni, hogy kém. Donaldnak egy idő után elege lesz unokaöccsei abszurdabbnál abszurdabb ötleteiből, és így ott hagyja őket, hogy kiszellőztesse a fejét.
Kisvártatva kiderül, hogy Tiki, Niki és Viki nem is tévedett olyan nagyot. Egy stég alatt egy kém éppen azon gondolkodik, hogyan tudná átadni egy rúzsba rejtett üzenetét kémtársának, Madame Tripla-X-nek anélkül, hogy a kémelhárítók figyelmét felkeltené. Donald éppen arra sétál, így a kém megkéri őt, adja oda a rúzst a nőnek. Donald ugyan kezdetben igen bizalmatlan, de aztán, mit sem sejtve, mégis beleegyezik és eleget tesz a kérésnek. Tiki, Niki és Viki gyanakvását természetesen a nő is felkelti, és mikor az a megkapott üzenetet a homokba rejti, azonnal kiássák és megmutatják bácsikájuknak. Az üzenet szerint Madame Tripla-X-nek el kell juttatnia az amerikai q-bomba terveit Chiliburgeriába, és ott átadni 4-X-nek, Donaldo el Quackónak. Donald meghökken mikor megtudja, hogy valóban kémek vannak a tengerparton, de úgy gondolja, hogy ezt senkinek nem mondhatják el, mert senkiben sem bízhatnak. Mivel azonban a tervek átadása hazájuk biztonságát fenyegeti, úgy döntenek, hogy maguk járnak az ügy végére.
Donldék egy kalandos vonatút után, mely közben szembetalálkoztak egy gyilkos szándékú kémmel és még magával Madame Tripla-X-szel is, eljutnak Chiliburgeriába, ahol foglyul ejtik Donaldo el Quackót, akiről kiderül, hogy híres matador. Mivel Donald megszólalásig hasonlít el Quackóra, felveszi annak ruháját, hogy így csalja ki Madame Tripla-X-től a q-bomba terveit. A cselbe azonban hiba csúszik, mikor Donaldot a többi matador is összetéveszti el Quackóval, és becipelik az arénába, hogy szembeszálljon egy bikával. Donald ugyan szerencsésen átvészeli a bikaviadalt, de eközben el Quacko kiszabadul, így lelepleződik Madame Tripla-X előtt is. Kisvártatva azonban kiderül, hogy a kémnő valójában kettős ügynök, és a valódi feladata el Quacko leleplezése volt.
|  | Itt a vége a cselekmény részletezésének! |

## Motívumai és képi világa
Az 1951-ben, a hidegháború korai éveiben megjelent Dangerous Disguise kémtörténetének meghatározó eleme az Egyesült Államokban ez idő tájt zajló mccarthyzmus időszakának légköre. Joseph Raymond McCarthy szenátor néhány hónappal Carl Barks történetének megszületése előtt szólalt fel az Amerikai Egyesült Államok Capitoliumában, és állította, hogy birtokában van egy lista a külügyminisztérium azon dolgozóiról, akik tagjai a Kommunista Pártnak. A később McCarthy nevével egybeforrott paranoid, a kommunista politikai nézeteket vallók elleni boszorkányüldözés Barks-féle szatirikus feldolgozásában Donald kacsa, és maga az olvasó sem tud különbséget tenni a közönséges átlagemberek és a gyilkos kémek között. Ez ugyanúgy igaz a történet kémeire és kémelhárítóira is, akiket sem kinézetük, sem pedig módszereik alapján nem lehet megkülönböztetni. A keleti és nyugati ügynökök ugyanolyan hajthatatlanok, ez a tulajdonságuk pedig minden esetben a vesztüket okozza. Donald, a hazafias amerikai állampolgár, és az ellenséges kém, Donaldo el Quacko, külsőre szintén megszólalásig hasonlítanak egymásra. Donald fő ellenfele a Dangerous Disguise-ban Madame Tripla-X. A kémnőről a történet végén kiderül, hogy az Egyesült Államok oldalán áll, mellyel a hidegháború morális és erkölcsi dogmáinak kettőssége és viszonylagossága is áttűnik. Madame Tripla-X a film noirok, femme fatale-szereplőit idézi: érzékien vonzóak, de és ugyanolyan halálosak is, akik a férfiakat az önpusztítás és a halál felé sodorják. Emellett Madame Tripla-X ábrázolásában a második világháború utáni, az 1940-es évek társadalmának kettős érzései is megfigyelhetőek a nők szerepe és „helye” iránt: szexuális vonzereje és önállósága házias és nyájas vonásokkal keveredik, bár ez utóbbiról hamar kiderül, hogy csak cselszövés része.
Barks kémparódiájában, korábbi, Big-Top Bedlam és A Donald család nyaral (Vacation Time) című történeteihez hasonlóan merészen és kísérletezően eltér a megszokott, szabályos méretű és formájú panelektől. A Disney-képregények általános embert helyettesítő kutyaszerű figuráival szemben, hasonlóan korábbi, The Magic Hourglass című művéhez, a Dangerous Disguise-ban elsősorban valódi emberek szerepelnek. Michael Barrier megítélése szerint ebben az emberektől nyüzsgő környezetben Donald és unokaöccsei szinte groteszk jelenségként hatnak. Barrier véleménye szerint emellett Barks műszaki rajzolói hiányosságai, melyek korai történeteinél előnyt jelentettek számára, a Dangerous Disguise-ban hátrányára fordultak: a történetben feltűnő férfiakat és nőket, akik az 1940-es évek kalandképregényeinek szereplőit idézik, csupán karikírozott arcvonásaik keltik életre. Thomas Andrae könyvében szintén kiemeli Barks rajzainak kettősségét a történetben. Madame Tripla-X-et és a tengerparton látható fürdőruhás nőket Barks igen vonzóan ábrázolja, míg a férfi kémek, a médiában kialakult sztereotip képnek megfelelően, inkább karikatúra-szerűek.
A Dangerous Disguise tartalma megjelenésekor igen vitatott volt. Barks a nőket kiadója szabályai ellenére szexuálisan vonzóan ábrázolta, valamint utalásokat tett egyes szereplők halálára is. A történet elején, panelen kívül több kém és kémelhárító is feltehetően végez egymással. Egy későbbi jelenetben Donald unokaöccsei önvédelemből egy tűvel fenéken szúrnak egy rájuk támadó kémet, aki ettől kiugrik a száguldó vonat ablakán, ami éppen egy magas híd felett halad el. A történet végén a vesztes kém, Donaldo el Quacko, rettegve megbízója haragjától, kiveti magát az ablakon.